# Ambad
Ambad é uma cidade e um município no distrito de Jalna, no estado indiano de Maharashtra.

## Geografia
Ambad está localizada a 18° 04′ N, 75° 22′ L. Tem uma altitude média de 530 metros (1738 pés).

## Demografia
Segundo o censo de 2001, Ambad tinha uma população de 26,096 habitantes. Os indivíduos do sexo masculino constituem 53% da população e os do sexo feminino 47%. Ambad tem uma taxa de literacia de 65%, superior à média nacional de 59.5%; com 59% para o sexo masculino e 41% para o sexo feminino. 15% da população está abaixo dos 6 anos de idade.